# Citi Open 2015
Citi Open 2015 byl společný tenisový turnaj mužského okruhu ATP World Tour a ženského okruhu WTA Tour, který se hrál v areálu William H.G. FitzGerald Tennis Center na otevřených dvorcích s tvrdým povrchem. Konal se mezi 3. až 9. srpnem 2015 v americkém hlavním městě Washingtonu, D.C. jako 47. ročník mužského a 5. ročník ženského turnaje.
Mužská polovina se řadila do kategorie ATP World Tour 500 a její dotace činila 1 753 020 dolarů. Ženská část s rozpočtem 250 000 dolarů představovala součást kategorie WTA International Tournaments.
Nejvýše nasazenými se stali, v mužské dvouhře světová trojka Andy Murray ze Spojeného království, a v ženském singlu pak ruská jedenáctá hráčka žebříčku Jekatěrina Makarovová. Premiérový singlový titul na okruhu WTA Tour vybojovala Američanka Sloane Stephensová. V mužské dvouhře si jubilejní desátou trofej připsal japonský hráč elitní světové pětky Kei Nišikori. Dvojčata Bryanovi získali ve čtyřhře rekordní 108. společné vítězství.

## Distribuce bodů a finančních odměn

### Distribuce bodů
| Soutěž       | vítězové | finalisté | semifinalisté | čtvrtfinalisté | 16 v kole | 32 v kole | 64 v kole | Q  | Q2 | Q1 |
| ------------ | -------- | --------- | ------------- | -------------- | --------- | --------- | --------- | -- | -- | -- |
| dvouhra mužů | 500      | 300       | 180           | 90             | 45        | 20        | 0         | 10 | 4  | 0  |
| čtyřhra mužů | 500      | 300       | 180           | 90             |           |           | 0         | 10 |    | 0  |
| dvouhra žen  | 280      | 180       | 110           | 60             | 30        | 1         |           | 18 | 12 | 1  |
| čtyřhra žen  | 280      | 180       | 110           | 60             | 1         |           |           |    |    |    |

### Finanční odměny
| Soutěž                              | vítězové | finalisté | semifinalisté | čtvrtfinalisté | 16 v kole | 32 v kole | 64 v kole | Q2     | Q1   |
| ----------------------------------- | -------- | --------- | ------------- | -------------- | --------- | --------- | --------- | ------ | ---- |
| dvouhra mužů                        | $343 000 | $154 620  | $73 240       | $35 340        | $18 020   | $9 910    | 5 770     | $920   | $480 |
| čtyřhra mužů                        | $101 510 | $45 710   | $21 550       | $10 420        | $5 360    | —         | —         | —      | —    |
| dvouhra žen                         | $43 000  | $21 400   | $11 500       | $6 200         | $3 420    | $2 220    |           | $1 285 | $750 |
| čtyřhra žen                         | $12 300  | $6 400    | $3 435        | $1 820         | $960      | —         | —         | —      | —    |
| částka ve čtyřhře je uvedena na pár |          |           |               |                |           |           |           |        |      |

## Dvouhra mužů

### Nasazení
| Stát                             | Hráč            | ATP | Nasazení |
| -------------------------------- | --------------- | --- | -------- |
| Spojené království               | Andy Murray     | 3.  | 1.       |
| Japonsko                         | Kei Nišikori    | 5.  | 2.       |
| Chorvatsko                       | Marin Čilić     | 9.  | 3.       |
| Francie                          | Richard Gasquet | 13  | 4        |
| Jižní Afrika                     | Kevin Anderson  | 15. | 5.       |
| Bulharsko                        | Grigor Dimitrov | 16. | 6.       |
| Španělsko                        | Feliciano López | 18. | 7.       |
| USA                              | John Isner      | 19  | 8        |
| Srbsko                           | Viktor Troicki  | 20. | 9.       |
| Chorvatsko                       | Ivo Karlović    | 22. | 10.      |
| Austrálie                        | Bernard Tomic   | 25  | 11       |
| Kanada                           | Vasek Pospisil  | 29. | 12.      |
| USA                              | Sam Querrey     | 30. | 13.      |
| Uruguay                          | Pablo Cuevas    | 31. | 14.      |
| USA                              | Jack Sock       | 35. | 15.      |
| Argentina                        | Leonardo Mayer  | 36. | 16.      |
| Žebříček ATP k 27. červenci 2015 |                 |     |          |

### Jiné formy účasti
Následující hráčí obdrželi divokou kartu do hlavní soutěže:
- Tommy Haas
- Lleyton Hewitt
- Nicolás Jarry
- Denis Kudla

Následující hráči postoupili z kvalifikace:
- Ryan Harrison
- Darian King
- Marinko Matosevic
- Jošihito Nišioka
- Guido Pella
- John-Patrick Smith

### Odhlášení
před zahájením turnaje
- Thanasi Kokkinakis → nahradil jej Go Soeda
- Adrian Mannarino → nahradil jej Lukáš Lacko
- Janko Tipsarević → nahradil jej Ričardas Berankis

## Mužská čtyřhra

### Nasazení
| Stát                                                                         | Hráč             | Stát     | Hráč           | ATP | Nasazení |
| ---------------------------------------------------------------------------- | ---------------- | -------- | -------------- | --- | -------- |
| USA                                                                          | Bob Bryan        | USA      | Mike Bryan     | 1.  | 1.       |
| Chorvatsko                                                                   | Ivan Dodig       | Brazílie | Marcelo Melo   | 7.  | 2.       |
| Indie                                                                        | Rohan Bopanna    | Rumunsko | Florin Mergea  | 18. | 3.       |
| Polsko                                                                       | Marcin Matkowski | Srbsko   | Nenad Zimonjić | 21. | 4.       |
| Žebříček ATP k 27. červenci 2015; číslo je součtem umístění obou členů páru. |                  |          |                |     |          |

### Jiné formy účasti
Následující páry obdržely divokou kartu do hlavní soutěže:
- Jared Donaldson /  Stefan Kozlov
- Steve Johnson /  Sam Querrey

Následující pár postoupil do hlavní soutěže z kvalifikace:
- Jonatan Erlich /  Rajeev Ram

## Ženská dvouhra

### Nasazení
| Stát                             | Hráčka                | WTA | Nasazení |
| -------------------------------- | --------------------- | --- | -------- |
| Rusko                            | Jekatěrina Makarovová | 11. | 1.       |
| Austrálie                        | Samantha Stosurová    | 21. | 2.       |
| Švýcarsko                        | Belinda Bencicová     | 22. | 3.       |
| Rusko                            | Světlana Kuzněcovová  | 24. | 4.       |
| Francie                          | Alizé Cornetová       | 28. | 5.       |
| Rumunsko                         | Irina-Camelia Beguová | 29. | 6.       |
| USA                              | Coco Vandewegheová    | 32. | 7.       |
| Kazachstán                       | Zarina Dijasová       | 33. | 8.       |
| Žebříček WTA k 27. červenci 2015 |                       |     |          |

### Jiné formy účasti
Následující hráčky obdržely divokou kartu do hlavní soutěže:
- Louisa Chiricová
- Taylor Townsendová
- Coco Vandewegheová

Následující hráčky postoupily z kvalifikace:
- Naomi Broadyová
- Julia Glušková
- Sanaz Marandová
- An-Sophie Mestachová

### Odhlášení
před zahájením turnaje
- Viktoria Azarenková → nahradila ji Polona Hercogová
- Sara Erraniová → nahradila ji Irina Falconiová
- Daniela Hantuchová → nahradila ji Lara Arruabarrenová
- Eugenie Bouchardová → nahradila ji Lauren Davisová

## Ženská čtyřhra

### Nasazení
| Stát                                                                          | Hráčka                | Stát      | Hráčka                     | WTA  | Nasazení |
| ----------------------------------------------------------------------------- | --------------------- | --------- | -------------------------- | ---- | -------- |
| Rusko                                                                         | Alla Kudrjavcevová    | Rusko     | Anastasija Pavljučenkovová | 52.  | 1.       |
| Austrálie                                                                     | Anastasia Rodionovová | Austrálie | Arina Rodionovová          | 64.  | 2.       |
| Španělsko                                                                     | Lara Arruabarrenová   | Slovinsko | Andreja Klepačová          | 72.  | 3.       |
| Švýcarsko                                                                     | Belinda Bencicová     | Francie   | Kristina Mladenovicová     | 101. | 4.       |
| Žebříček WTA k 27. červenci 2015; číslo je součtem umístění obou členek páru. |                       |           |                            |      |          |

### Jiné formy účasti
Následující pár obdržel divokou kartu do hlavní soutěže:
- Louisa Chiricová /  Alizé Limová

## Přehled finále

### Mužská dvouhra
- Kei Nišikori vs.  John Isner, 4–6, 6–4, 6–4

### Ženská dvouhra
- Sloane Stephensová vs.  Anastasija Pavljučenkovová, 6–1, 6–2

### Mužská čtyřhra
- Bob Bryan /  Mike Bryan vs.  Ivan Dodig /  Marcelo Melo, 6–4, 6–2

### Ženská čtyřhra
- Belinda Bencicová /  Kristina Mladenovicová vs.  Lara Arruabarrenová /  Andreja Klepačová, 7–5, 7–6(9–7)